# حقيقة قاصرة
الحقيقة القاصرة هي عند أهل العربية استعمال اللفظ في جزء معناه كما في التجريد.
والأكثرون على أنها مجاز. كما أن الأمر حقيقة في الوجوب، والوجوب عبارة عن جواز الفعل مع حرمة الترك. فإذا استعمل في معنى الندب وهو عبارة عن جواز الفعل مع رجحانه، أو استعمل في معنى الإباحة وهو جواز الفعل مع جواز الترك، فهو عند البعض حقيقة قاصرة لأن كلا منهما مستعمل في بعض معنى الوجوب.
والأكثرون على أنه مجاز لأنه جاوز أصله وهو الوجوب، لأن الوجوب جواز الفعل مع حرمة الترك، والإباحة جواز الفعل والترك، والندب رجحان الفعل مع جواز الترك، فكان لكل واحد منها معان متباينة.